# Уокер, Доусон
До́усон Уо́кер (англ. Dawson Walker; 14 марта 1916, Данди — 17 августа 1973) — шотландский футбольный тренер. Возглавлял сборную Шотландии на чемпионате мира 1958 года.

## Тренерская карьера
В 1950-х годах Доусон Уокер работал в клубе «Клайд». В начале 1958 года новым тренером сборной Шотландии был назначен Мэтт Басби, согласившийся на совмещение этого поста с работой в «Манчестер Юнайтед». 6 февраля того же года произошла авиакатастрофа в Мюнхене, в результате которой Басби был тяжело ранен. В связи с этим Уокер был назначен исполняющим обязанности тренера национальной сборной. Его первым матчем стал матч против Англии на домашнем чемпионате Великобритании, проигранный со счётом 0:4. Единственная победа под руководством Уокера пришлась на последнюю подготовительную игру к чемпионату мира 1958 года против Венгрии (2:1). Футболист сборной Шотландии Эдди Тернбулл, вызванный на турнир, отзывался о тренере следующим образом: «Доусон Уокер был тренером в „Клайде“, он больше занимался травмами, знаете ли. Он никогда не играл в эту игру, тем более как профессионал.
Возможно, мы были там единственной страной без тренера, единственной страной, в которой не было такого номинального руководителя». Доусон также руководил сборной во время чемпионата мира, однако команда заняла последнее место в группе после двух поражений в матчах против Парагвая (2:3) и Франции (1:2) и ничьей против Югославии (1:1). По словам Гэри Имлаха в биографии его отца «My Father and Other Working Class Football Heroes» Уокер в первую очередь занимался физической подготовкой команды, в то время как ответственность за тактику брали на себя старшие игроки. После того, как Басби восстановился от травм, он покинул пост главного тренера. 22 октября 1960 года возглавлял сборную в матче домашнего чемпионата Великобритании против Уэльса (0:2) в связи с тем, что главный тренер сборной Энди Битти не поехал на матч и остался с клубом «Ноттингем Форест».

### Тренерская статистика
| Команда           | С    | По   | Статистика | Статистика | Статистика | Статистика | Статистика |
| Команда           | С    | По   | И          | В          | Н          | П          | % В        |
| ----------------- | ---- | ---- | ---------- | ---------- | ---------- | ---------- | ---------- |
| Шотландия (и. о.) | 1958 | 1958 | 6          | 1          | 2          | 3          | 016,67     |